# 馬丁山 (麥克羅伯特森地)
70°28′S 65°40′E / 70.467°S 65.667°E
馬丁山（英語：Martin Massif）是南極洲的山峰，位於麥克羅伯特森地，屬於查爾斯王子山脈中波爾托斯山脈的一部分，處於利德山以東，根據澳大利亞探險隊拍攝的空中照片繪入地圖，現時由南極條約體系管理。